# Brovarkî, Hlobîne
Brovarkî (în ucraineană Броварки) este localitatea de reședință a comunei Brovarkî din raionul Hlobîne, regiunea Poltava, Ucraina.

## Demografie
Componența lingvistică a localității Brovarkî
     Ucraineană (95,92%)
     Rusă (2,94%)
Conform recensământului din 2001, majoritatea populației localității Brovarkî era vorbitoare de ucraineană (95,92%), existând în minoritate și vorbitori de rusă (2,94%).